# Zlatna Greda
 Ovo je glavno značenje pojma Zlatna Greda. Za druga značenja pogledajte Zlatna Greda (razdvojba).
Zlatna Greda (mađ. Bokroshát, srp. Златна Греда) je naselje u Općini Bilje, Osječko-baranjska županija. 

## Zemljopisni položaj
Zlatna Greda je smještena u istočnom dijelu Baranje blizu Dunava, u mikroregiji Dravsko-dunavskih ritova Istočnohrvatske ravnice. Udaljena je 19 km sjeveroistočno od općinskog sjedišta Bilja i 26 km od Osijeka, leži na nadmorskoj visini od 85 m. Nalazi se na kraju županijske ceste Ž4055, 5 km sjeveroistočno od Dvorca Tikveš, u šumama koje okružuju Park prirode Kopački rit uz sjeverni rub parka prirode.

## Stanovništvo
Na popisima stanovništva Zlatna Greda iskazuje se kao dio naselja od 1948. godine pa je 1948. godine imala 671 stanovnika, godine 1953. 443 stanovnika, godine 1961. 434, godine 1971. 346 i godine 2001. samo 12 stanovnika. Godine 2006. imala je 6 stalnih stanovnika, a popisom stanovništva iz 2011. godine utvrđeno je da u naselju živi 5 stanovnika.
| broj stanovnika |       |       |       |       |       |       |       |       | 671   | 443   | 434   | 346   | 57    | 46    | 12    | 5     | 5     |
|                 | 1857. | 1869. | 1880. | 1890. | 1900. | 1910. | 1921. | 1931. | 1948. | 1953. | 1961. | 1971. | 1981. | 1991. | 2001. | 2011. | 2021. |

## Povijest
Kao nekadašnja pustara Zlatna Greda je izgrađena krajem 19. stoljeća. Do 1991. godine bila je zaselak naselja Kneževi Vinogradi.

## Gospodarstvo
Gospodarsku osnovu Zlatne Grede čine ratarstvo, stočarstvo, šumarstvo, lovni i ekoturizam.[nedostaje izvor]
Lovni turizam razvija se preko Hrvatskih šuma u Lovištu Podunavlje - Podravlje i preko lovačkog doma Lovačkog doma "Zlatna greda".[nedostaje izvor]
Nakon 2000. godine naselje je ponovno oživjelo zahvaljujući radu istoimenog Ekocentra u operativi Ekološkog društva "Zeleni Osijek" iz Osijeka., koje je nekadašnju upravnu zgradu što dominira naseljem pretvorilo u ekocentar.[nedostaje izvor]

## Poznate osobe
- Lajoš Nađ, nogometaš, nogometni djelatnik i kolekcionar

## Znamenitosti i zanimljivosti
Zlatna Greda pripada Župi bezgrešnog začeća Blažene Djevice Marije iz Bilja, Baranjski dekanat Đakovačke i srijemske županije.
U Turističkom vodiču istočne Slavonije i Baranje navodi se da "danas u Zlatnoj Gredi živi samo nekoliko stanovnika pa je ona raj za divljač iz okolnih šuma. Tako ovom pustarom neometano šeću jeleni i veprovi, u tihom i sigurnom zajedništvo s malobrojnim stanovnicima. Ljepota prirode koja ostavlja bez daha i osvaja na prvi pogled te blizina Dunava čine Zlatnu Gredu skrivenim draguljem Baranje".

## Šport
Nekada je u Zlatnoj Gredi djelovao Nogometni klub "Jelen", koji se 1979/80. godine integrirao s nogometnim klubom iz Bilja i preselio u Bilje. Dvije godine kasnije na igralištu u Zlatnoj Gredi nogomet je počeo igrati Nogometni klub "Tikveš".

## Vanjske poveznice i izvori
1. ↑  Registar prostornih jedinica Državne geodetske uprave Republike Hrvatske. Wikidata Q119585703
2. ↑  Popis stanovništva, kućanstava i stanova 2021. – stanovništvo prema starosti i spolu po naseljima (hrvatski i engleski). Državni zavod za statistiku. 22. rujna 2022. Wikidata Q118496886
3. ↑  Naselje i odredišni poštanski ured. Hrvatska pošta. Pristupljeno 3. siječnja 2022.

- Eko centar Zlatna Greda
- Hrvatske šume - Lovački dom "Zlatna greda"
- Panonski put mira (brošura) (str. 10)
- Turistički vodič istočne Slavonije i Baranje (2004)

‎